# Garé
Garé é uma vila da Hungria, situada no condado de Baranya. Tem 8,53 km² de área e sua população em 2019 foi estimada em 288 habitantes.